# Free jazz châu Âu

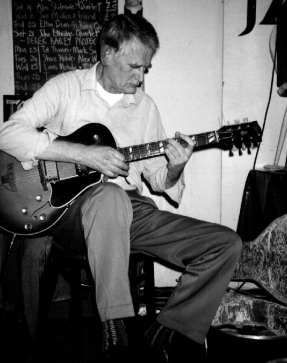
Derek Bailey

Free jazz châu Âu là một phần của giới free jazz toàn cầu với lịch sử phát triển và đặc trưng riêng. Khó mà biết được ai là người đã gây dựng nên free jazz châu Âu bởi mỗi quốc gia châu Âu có sự phát triển khác nhau. Song, có một điều chắc chắn là free jazz châu Âu đã lấy nguồn cảm hứng từ free jazz nước Mỹ, nơi nhạc công như Ornette Coleman cách mạng hóa cách chơi nhạc.

## Ảnh hưởng từ nước Mỹ
Phong trào free jazz, cũng như avant-garde jazz, bắt đầu tại Hoa Kỳ vào thập niên 1960 như sự đáp lại những tiểu thể loại jazz, gồm bebop, swing và nhạc đội hình big-band. Dù gốc của free jazz là tại Hoa Kỳ, nó không nhận được sự phổ biến đại chúng hay thành công thương mại đáng chú ý nào tại đây cho tới tận sau này. Do sự thiếu vắn thành công thương mại cũng như vì vấn đề chủng tộc, như phong trào Nhân quyền, nhiều nghệ sĩ free jazz Mỹ bắt đầu lưu diễn ở châu Âu, biểu diễn và phổ biến phong cách avant-garde mới của họ. Nhạc sĩ như Ornette Coleman, Albert Ayler, Don Cherry, Bud Powell, Don Byas cùng những người khác thường xuyên biểu diễn khắp châu Âu. Trái với sự thất bại thương mại hoàn toàn tại quê nhà, nhiều nhạc công free jazz Mỹ nhận được cả thành công thương mại và sự chấp nhận xã hội tại châu Âu. Điều này khiến nhiều nhà phát kiến lớn của thể loại này lưu diễn thường xuyên khắp châu Âu, và trong vài trường hợp, ở lại đây trong thời gian dài.
Trong khi tại Mỹ, người ta cho rằng phong cách nhạc này thiếu cấu trúc, khiêu kích và lố bịch, nhiều thính giả châu Âu yêu thích sự "nghịch tai vào có vẻ hỗn độn" của free jazz.

## Sự phát triển
Sự phổ biến kiểu nhạc avant-garde đã ảnh hưởng lên nhiều nghệ sĩ jazz, như nhạc công saxophone người Đức Peter Brötzmann, người được biết tới là đã tiên phong cho free jazz châu Âu. Brötzmann bắt đầu chơi free jazz năm 1964 và rồi lập nên một bộ tam với "Peter Kowald và Sven-Åke Johansson. Năm sau đó, ông lưu diễn khắp châu Âu cùng một bộ năm dẫn đầu bởi Mike Mantler và Carla Bley, rồi họ liên hợp với Globe Unity Orchestra, kéo dài tới tận 1981".

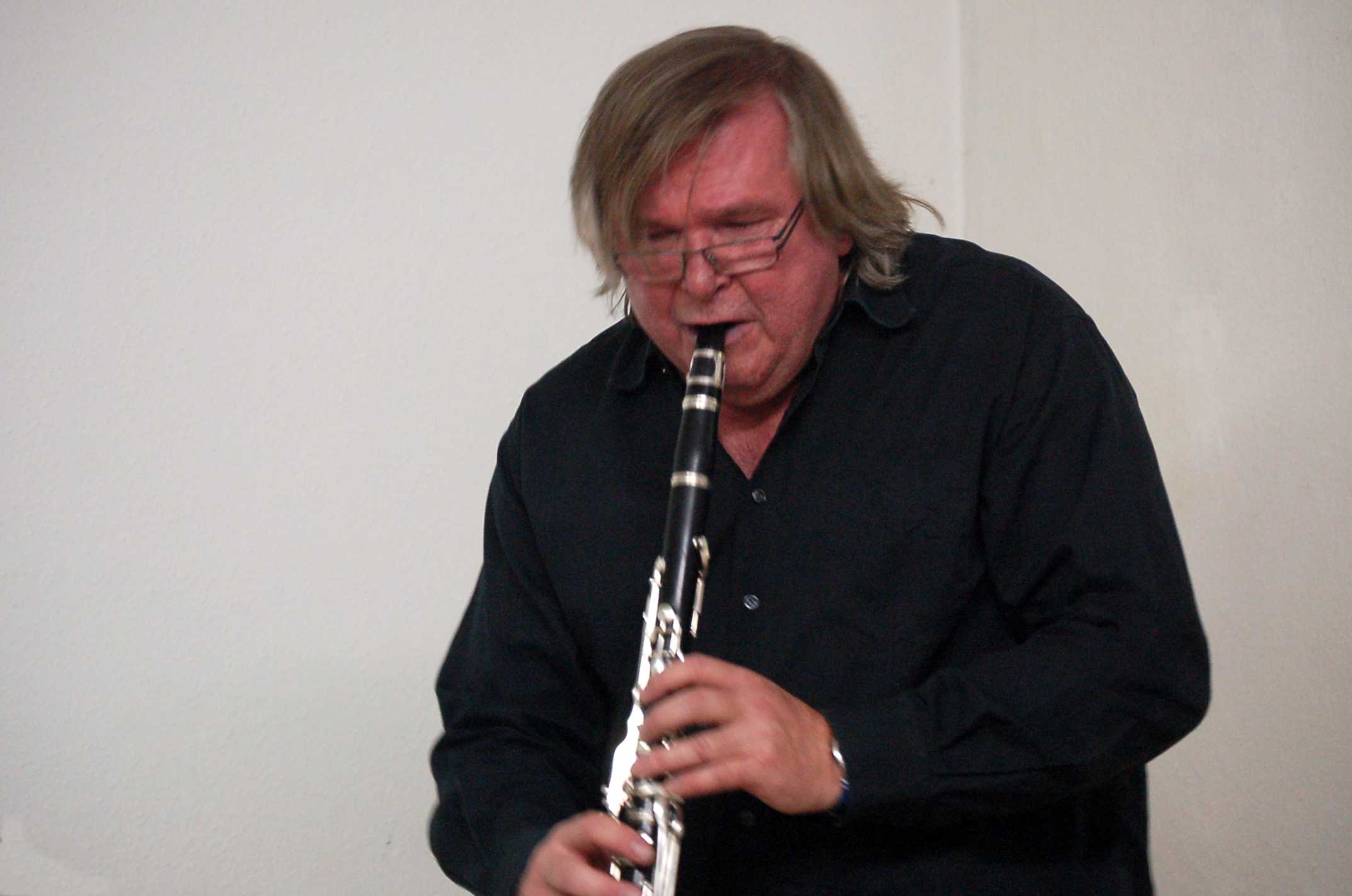
Theo Jörgensmann, 2009.

Peter Brötzmann được biết đến có kiểu chơi saxophone nhanh, ồn ào, mặc dù hòa âm thường bị bỏ qua. Nhạc công trombone Albert Mangelsdorff, mặc dù xuất phát từ cái gốc cổ điển hơn, cũng có ảnh hưởng lớn. Ông lưu diễn châu Á, châu Âu, Nam Mỹ và là một trong những "nhạc công trombone hay nhất trong jazz hiện đại". Globe Unity Orchestra của Alexander von Schlippenbach tạo nên nhiều sự chú ý trong lần xuất hiện đầu tiên tại Berlin. Tại Đông Đức, nhạc công trombone Conny Bauer và tay trống Günter Sommer đã truyền bá free jazz. Bauer "thành lập Doppelmoppel, một bộ tứ hai trombone và hai guitar"  năm 1982 và tham gia European Jazz Ensamble (tour kỷ niệm sinh nhật thứ 20 được tổ chức năm 1996). Tại UK, nhạc công saxophone Evan Parker được ảnh hưởng nặng bởi John Coltrane có cùng vai trò Brötzmann tại Đức. Tay guitar Derek Bailey và nghệ sĩ trombone Paul Rutherford cũng đồng thời giúp phát triển giới free jazz Anh. Cả Paul Rutherford và Evan Parker đều thử nghiệm với những đoạn solo ứng tác trong những giai đoạn dài trong sự nghiệp của họ.